# 捷達貨運航空
捷达货运航空是一家以新加坡為基地的貨運航空公司，成立於2006年3月，其戰略合作伙伴是全日空貨運和日本邮船株式会社。捷达货运航空在2007年6月23日執行首個航班，該航班是以波音747-200F執行，從新加坡出發前往香港，然後開通了三通航線飛往中國内地、印尼、盧森堡、阿聯酋和英國。捷达货运航空計劃在未來開通前往美國、印度和歐洲等地航線。

## 歷史
2007年春，捷達欲從新加坡政府手中取得空中貨運權，以經營定期貨運航班。該公司是由前新加坡航空飛行員Louis Tan帶領的，計劃在未來12至18個月內擁有五架波音747-200F捷达货运航空除了經營非定期貨運航班外，還要避免與新加坡货运航空進行直接競爭。

## 航點
捷達航空貨運成立初期的航班有新加坡-香港-新加坡和新加坡-杜拜-曼徹斯特-盧森堡-杜拜-新加坡，還有從雅加達出發的地區性航線，並計劃開通更多印度、中國和橫太平洋航線。

## 機隊

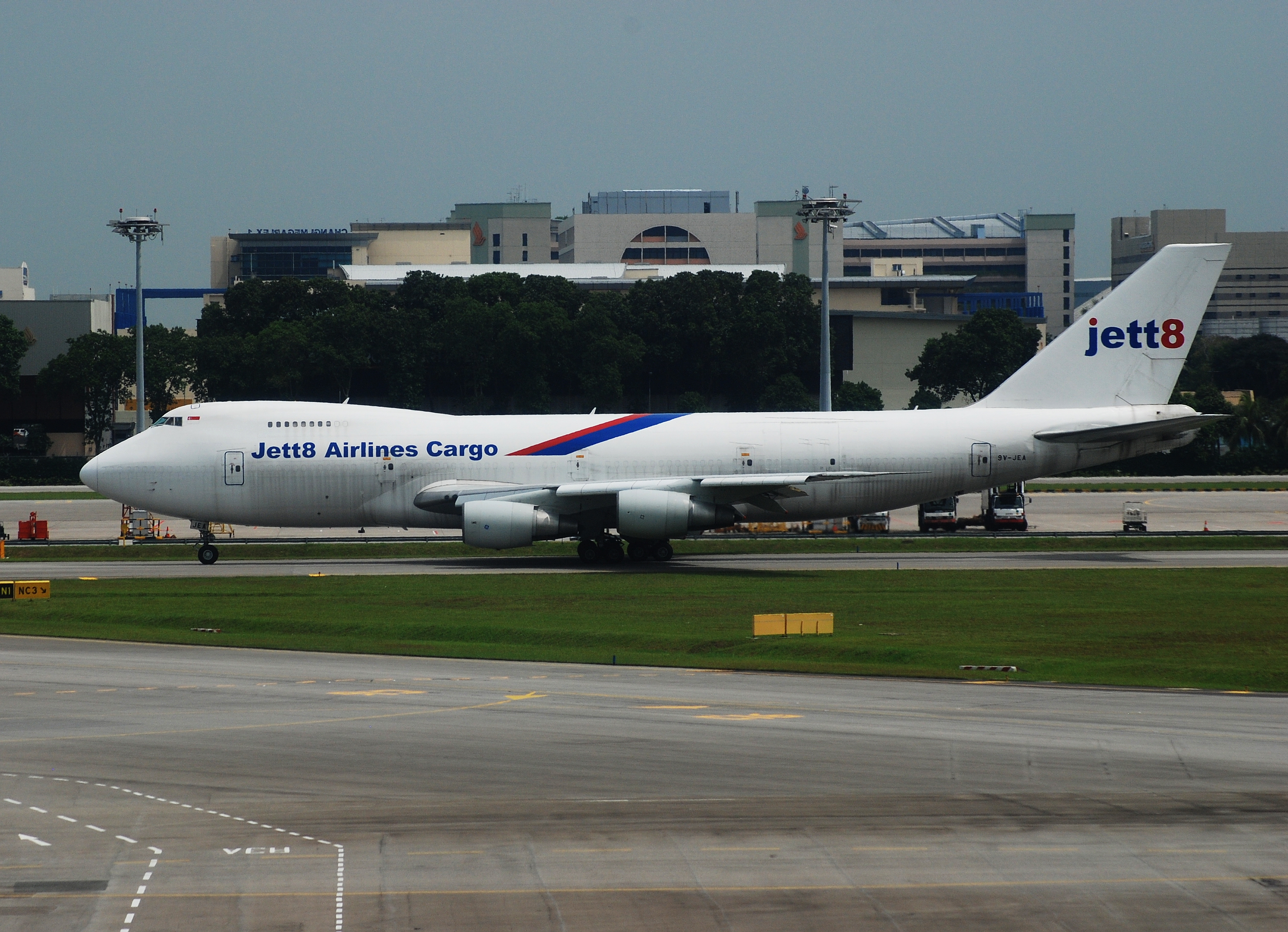
捷達航空貨運的波音747-200SF在新加坡樟宜機場

在2007年春，捷达货运航空與全日空貨運簽定一項協議，同意出售747-200F給捷達航空貨運，並會協助捷達提供飛機。
2007年5月31日，捷达货运航空接收首架波音747-200SF。該飛機和即將投入服務的飛機負責執行曼徹斯特、雅加達、香港和杜拜航線，以及更多計劃中的中國航線。
捷达货运航空向翡翠國際貨運航空濕租一架波音747-400ERF，預計在2008年末投入服務。

直至2008年4月30日，捷达货运航空擁有的機隊如下：
| 飛機           | 營運中 | 訂購中 | 選擇權 | 發動機      | 備註           |
| -------------- | ------ | ------ | ------ | ----------- | -------------- |
| 波音747-200F   | 2      | 0      | 0      | GE CF6-50E2 |                |
| 波音747-400ERF | 0      | 1      | 0      | GE CF6-80C2 | 濕租自翡翠航空 |

## 外部連結
- 捷达货运航空官方網頁